# I Love Lake Tahoe
I Love Lake Tahoe – singel zespołu A wydany w roku 1999 promujący płytę ’A’ vs. Monkey Kong. Singiel wydano w wersji dwupłytowej.

## Lista utworów
- CD1:

1. "I Love Lake Tahoe" – 3:26 (Radio Edit)
2. "I Love Lake Tahoe" – 3:57
3. "Monkey Kong Jr." – 3:11

- CD2:

1. "I Love Lake Tahoe" – 3:11
2. "Turn It Down" – 1:20
3. "Old Folks" – 3:57
4. "Old Folks" (Video)